# 완벽한 타인
《완벽한 타인》은 2018년 개봉한 대한민국의 영화이다.

## 시놉시스
"우리 게임 한 번 해볼까? 다들 핸드폰 올려봐
저녁 먹는 동안 오는 모든 걸 공유하는 거야
전화, 문자, 카톡, 이메일 할 것 없이 싹!'
능력있는 아내에 공부 잘 하는 딸까지, 본인도 의사라 남부러울 것 없는 석호는 40년 지기 친구들을 집들이에 부른다. 하나 둘 찾아오고 즐겁게 이야기를 나누던 중 누군가 게임을 제안한다. 각자 핸드폰을 올려두고 통화 내용부터 문자와 이메일까지 모두 공유하자고 하는데...
"사람들은 누구나 세 개의 삶을 산다. 공적인 하나, 개인적인 하나, 그리고 비밀의 하나."

## 캐스팅
- 유해진 : 강태수 역
- 조진웅 : 석호 역
- 이서진 : 고준모 역
- 염정아 : 수현 역
- 김지수 : 예진 역
- 송하윤 : 세경 역
- 윤경호 : 영배 역
- 지우 : 소영 역
- 장대웅 : 어린 강태수 역
- 황재원 : 어린 석호 역
- 정지훈 : 어린 고준모 역
- 정찬빈 : 어린 영배 역
- 조용진 : 어린 순대 역
- 최선자 : 태수 어머니 역
- 정민규 : 진서 역
- 윤석호 : 진철 역
- 신주아 : 진희 역
- 정상환 : 노부부 할아버지 역
- 윤이남 : 노부부 할머니 역
- 이기남 : 태수 아버지 역
- 이순재 : 영배 아버지 (목소리) 역 (특별출연)
- 이도경 : 예진 아버지 (목소리) 역 (특별출연)
- 라미란 : 김소월 (목소리) 역 (특별출연)
- 조정석 : 연우 (목소리) 역 (특별출연)
- 조달환 : 강경준 형사 (목소리) 역 (특별출연)
- 김민교 : 민수 (목소리) 역 (특별출연)
- 최유화 : 채영 (목소리) 역 (특별출연)
- 정석용 : 준모친구 (목소리) 역 (특별출연)
- 진선규 : 페북남 (목소리) 역 (특별출연)

## 같이 보기
- 2018년 대한민국의 영화 목록